# Tyska F3-mästerskapet 1996
Tyska F3-mästerskapet 1996 var den 22:a säsongen Tyska F3-mästerskapet kördes. Tävlingen startade den 14 april och avslutades den 13 oktober 1996. Den italienska föraren Jarno Trulli vann tävlingen efter sex vinster för Benetton Formula.

## Delsegrare
| Bana        | Vinnare       | Vinnare        |
| ----------- | ------------- | -------------- |
| Hockenheim  | Jarno Trulli  | Jarno Trulli   |
| Nürburgring | Arnd Meier    | Inget race     |
| Nürburgring | Dirk Müller   | Marcel Tiemann |
| Norisring   | Rui Águas     | Jarno Trulli   |
| Diepholz    | Max Wilson    | Jarno Trulli   |
| Nürburgring | Nick Heidfeld | Nick Heidfeld  |
| Magny-Cours | Nick Heidfeld | Arnd Meier     |
| Hockenheim  | Jarno Trulli  | Jarno Trulli   |

## Slutställning
| Plats | Förare         | Poäng |
| ----- | -------------- | ----- |
| 1     | Jarno Trulli   | 206   |
| 2     | Arnd Meier     | 159   |
| 3     | Nick Heidfeld  | 138   |
| 4     | Marcel Tiemann | 115   |
| 5     | Manuel Gião    | 92    |
| 6     | Rui Águas      | 87    |